# Grimmia crinitoleucophaea
Grimmia crinitoleucophaea är en bladmossart som beskrevs av Jules Cardot 1890. Grimmia crinitoleucophaea ingår i släktet grimmior, och familjen Grimmiaceae. Inga underarter finns listade i Catalogue of Life.